# كلية دبي للصيدلة
كلية دبي للصيدلة (بالإنجليزية: Dubai Pharmacy College)‏ هي كلية، تأسست في 1991، في الإمارات العربية المتحدة.

#### أقسام الكلية[2][3]
- الصيدلة السريرية والعلاج الدوائي

- الكيمياء الصيدلانية

- المستحضرات الصيدلانية

#### برامج كلية دبي للصيدلة[2][3]
- بكالوريوس Bachelor of Pharmacy (تستغرق مدة الدراسة في هذا البرنامج 4.5عام وبحد أقصى 6 أعوام).

- ماجستير Master of Pharmacy تابع لقسم الصيدلة السريرية والعلاج الدوائي (تستغرق مدة الدراسة2 عام)

## الجوائز
- حصلت الكلية على المركز الأول في فئة الجودة وعلى المركز الثاني في فئة الابتكار وعلى المركز الثالث في فئة العرض الشفوي للأبحاث العلمية وذلك في مؤتمر دبي الدولي للصيدلة والتكنولوجيا (دوفات) [4]

- حصلت الكلية على المركز الأول في فئة التصميم في المعرض الدولي لطب الأسرة.[4]

## وصلات خارجية
- الموقع الرسمي